# Jリーグの試合中止例
本項ではJリーグ（日本プロサッカーリーグ）において試合が中止になった事例について示す。
Jリーグの試合は、通常は荒天でも実施されるものの、著しい天候不良やその他の自然災害を理由に試合が中止された事例が存在する。

## 中断・中止となった試合の取扱の例
試合を中止するかどうかの決定についてはJリーグ規約第62条に定めがあり、主審がマッチコミッショナーおよび両クラブの実行委員の意見を参考のうえ決定することになっている。ただし、主審が会場に到着する前にやむを得ない事情により試合を中止する場合は、マッチコミッショナーおよびホームクラブの実行委員が協議のうえ決定することとされている。これは、試合開始前・試合開始後のいずれの場合でも同様である。
中止された試合の取扱いについてはJリーグ規約第63条に「不可抗力による開催不能、及び中止となった試合」についての取扱があり、Jリーグチェアマンが「90分の再試合」「中断時点からの再開」「中断時点で試合成立」の3つから決定するとしている。2009年までは「原則90分の再試合」としていたが、試合途中で中止となった2009年の鹿島 - 川崎戦の例（後述）を契機に、2010年に条項が改定された。2023年9月現在、規約では「中止時点からの再開試合とする」ことが原則、「再試合」または「中止時点での試合成立」は当該中止試合を実施する両クラブの同意があり、かつチェアマンが公平性の観点から問題ないと判断する場合に適用することができる扱いと定められており、当初の運用とは優先順位に変化が見られる。
中断・中止試合の記録の取扱いについてはJリーグ試合実施要項第47条に規定が定められている。「90分の再試合」の場合、中止試合の試合記録（個人の得点記録も含む）はすべて取り消される。警告・退場の処分についてはその都度規律委員会に委ねられることになるが、これまではこれらもすべて取消の扱いとなると共に、中止試合が出場停止の対象となっていた場合は次の公式戦に出場停止処分が持ち越されている。
「中断時点からの再開」の場合、再開試合の試合記録はすべて中止試合のものを引き継ぐこととなっており、メンバーは原則として試合中止時点と同じメンバーとし、新たに補充できない。ただし「怪我・疾病等により中止試合に出場した選手が再開試合に出場困難な場合は、中止試合の控え選手から再開試合の出場選手を選出する（この場合の選手交代は交代枠に数えない）」「中止試合の控え選手が怪我・疾病等によりエントリーできない場合は、新たな選手を補充できる」という特例ルールがある。なお、公式記録上、試合開始時刻は再開試合のものを、観客動員数は中止試合のものを正式な記録としている。

### スポーツ振興くじ「toto」の取り扱いの例
スポーツ振興くじ「toto」の対象試合が中止になった場合、スポーツ振興投票の実施等に関する法律施行規則の第5条とtoto約款の第11条に基づき、1（ホーム勝ち）、0（引き分け）、2（ホーム負け）すべてが的中扱いとなる。ただし、実施された試合数が所定の試合数に達しなかった場合は不成立（投票金は返還）となる。成立に必要な試合数についてはスポーツ振興くじ#当せん金（賞金）を参照。
例：第838回の「BIG」（2016年4月16日 - 4月17日の試合が対象）では、対象の14試合のうち4試合が中止となり、成立に必要な試合数の下限（10試合）しか実施されなかった。結果の当せん金は、2等以下の当せん金が全て300円（発売額と同額）となった。なおこの4試合はBIG1000の対象試合にもなっていたが、こちらは4試合が中止となったことで成立に必要な試合数（11試合中8試合以上）に達せず不成立・返還となった。（このときは後述の通り、熊本地震や強風の影響で多数の試合が中止となっている。）

## 試合前の中止の例
- 代替試合開催日の「†」印は翌日への順延。
- 代替試合開催会場が空白の試合は、代替試合を中止試合と同じ会場で開催（予定）。
- 注の「不成立」はスポーツ振興くじが不成立となった事例。
- 会場欄の「国立（旧）」は、改修前の国立霞ヶ丘競技場陸上競技場を指す。
- 2020年以降のCOVID-19に起因する中止事例は各年のJリーグの項目を参照されたい。
  - 「2020年のJリーグ」「2021年のJリーグ」「2022年のJリーグ」

### 1990年代・2000年代の例
| 試合開催中止日 | 大会         | 対戦カード      | 試合開催 予定会場 | 理由                 | 代替試合 開催日 | 代替試合 開催会場 |
| -------------- | ------------ | --------------- | ----------------- | -------------------- | --------------- | ----------------- |
| 1996年8月14日  | ナビスコ杯   | 京都 - 柏       | 大分市営          | 台風12号の影響       | 8月24日         | 万博              |
| 1997年7月26日  | オールスター | J-WEST - J-EAST | 神戸ユ            | 台風9号の影響        | 7月27日†        |                   |
| 1998年10月17日 | J            | 福岡 - 平塚     | 長崎県立          | 台風10号の影響       | 10月18日†       |                   |
| 2000年4月9日   | J2           | 札幌 - 浦和     | 室蘭入江          | 有珠山噴火の影響     | 7月16日         |                   |
| 2000年4月12日  | ナビスコ杯   | 札幌 - G大阪    | 室蘭入江          | 有珠山噴火の影響     | 5月24日         | 札幌厚別          |
| 2001年8月22日  | ナビスコ杯   | 市原 - 磐田     | 市原臨海          | 台風11号の影響       | 8月28日         |                   |
| 2001年8月22日  | ナビスコ杯   | 鹿島 - 浦和     | カシマ            | 台風11号の影響       | 8月29日         |                   |
| 2001年8月22日  | ナビスコ杯   | 川崎 - 横浜FM   | 等々力            | 台風11号の影響       | 8月29日         |                   |
| 2002年3月21日  | J2           | 水戸 - 大宮     | ひたちなか        | 強風の影響           | 3月27日         |                   |
| 2002年8月31日  | J2           | 福岡 - 大分     | 博多の森          | 台風15号の影響       | 9月3日          |                   |
| 2004年10月9日  | ナビスコ杯   | 名古屋 - 浦和   | 瑞穂陸            | 台風22号の影響       | 10月11日        |                   |
| 2004年10月9日  | ナビスコ杯   | FC東京 - 東京V  | 味スタ            | 台風22号の影響       | 10月13日        |                   |
| 2004年10月30日 | J1           | 新潟 - 柏       | 新潟ス            | 新潟県中越地震の影響 | 11月10日        | 国立（旧）        |
| 2005年8月20日  | J2           | 山形 - 札幌     | 山形県            | 雷雨の影響           | 9月14日         |                   |
| 2007年7月14日  | J2           | 福岡 - 仙台     | 博多の森          | 台風4号の影響        | 7月15日†        |                   |
| 2007年7月14日  | J2           | 愛媛 - C大阪    | 愛媛陸            | 台風4号の影響        | 7月18日         |                   |
| 2007年7月14日  | J2           | 徳島 - 札幌     | 鳴門大塚          | 台風4号の影響        | 9月5日          |                   |
| 2009年10月7日  | J2           | 愛媛 - 熊本     | ニンスタ          | 台風18号の影響       | 10月31日        |                   |

### 2010年代の例
| 試合開催中止日 | 大会 | 対戦カード      | 試合開催 予定会場 | 理由                         | 代替試合 開催日 | 代替試合 開催会場 |
| -------------- | ---- | --------------- | ----------------- | ---------------------------- | --------------- | ----------------- |
| 2010年10月30日 | J1   | 湘南 - 大宮     | 平塚              | 台風14号の影響               | 11月10日        |                   |
| 2012年9月30日  | J2   | 湘南 - 熊本     | BMWス             | 台風17号の影響               | 10月1日†        |                   |
| 2012年9月30日  | J2   | 松本 - 岐阜     | 松本              | 台風17号の影響               | 10月18日        |                   |
| 2012年9月30日  | J2   | 徳島 - 京都     | 鳴門大塚          | 台風17号の影響               | 10月25日        |                   |
| 2013年4月21日  | J2   | 松本 - 東京V    | 松本              | 積雪の影響                   | 5月15日         |                   |
| 2013年7月28日  | J2   | 栃木 - 愛媛     | 栃木グ            | 雷雨の影響                   | 9月11日         |                   |
| 2013年9月15日  | J2   | 徳島 - 山形     | 鳴門大塚          | 台風18号の影響               | 9月16日†        |                   |
| 2014年3月1日   | J1   | 甲府 - 鹿島     | 山梨中銀          | 大雪の除雪困難               | 同日            | 国立（旧）        |
| 2014年6月25日  | J3   | YS横浜 - 福島   | 三ツ沢陸          | 前日の雷雨の影響             | 同日            | ニッパ球          |
| 2014年8月9日   | J1   | 広島 - 鳥栖     | Eスタ             | 台風11号の影響               | 8月11日         |                   |
| 2014年8月24日  | J3   | 福島 - 藤枝     | とうスタ          | 雷雨の影響                   | 10月26日        |                   |
| 2014年10月12日 | J3   | 琉球 - 盛岡     | 沖縄市陸          | 台風19号の影響               | 10月25日        |                   |
| 2014年12月6日  | J1   | 新潟 - 柏       | デンカS           | 大雪の影響                   | 12月8日         | カシマ            |
| 2015年8月1日   | J2   | 群馬 - 岐阜     | 正田スタ          | 雷雨の影響                   | 8月26日         |                   |
| 2016年4月16日  | J1   | 福岡 - 名古屋   | レベスタ          | 熊本地震の影響               | 6月2日          |                   |
| 2016年4月16日  | J1   | 鳥栖 - 神戸     | ベアスタ          | 熊本地震の影響               | 6月2日          |                   |
| 2016年4月17日  | J2   | 長崎 - 水戸     | 長崎県立          | 熊本地震の影響               | 9月7日          |                   |
| 2016年4月17日  | J2   | 京都 - 熊本     | 西京極            | 熊本地震の影響               | 6月29日         |                   |
| 2016年4月17日  | J3   | 鹿児島 - 相模原 | 鴨池              | 熊本地震の影響               | 8月13日         |                   |
| 2016年4月17日  | J3   | 大分 - 福島     | 大銀ド            | 熊本地震の影響               | 6月5日          |                   |
| 2016年4月17日  | J2   | 金沢 - 愛媛     | 石川西部          | 暴風の影響                   | 5月18日         |                   |
| 2016年4月17日  | J3   | 富山 - 鳥取     | 富山              | 暴風の影響                   | 8月13日         |                   |
| 2016年4月23日  | J2   | 熊本 - 横浜FC   | うまスタ          | 熊本地震の影響               | 9月7日          |                   |
| 2016年4月29日  | J2   | 山形 - 熊本     | NDスタ            | 熊本地震の影響               | 7月6日          |                   |
| 2016年5月3日   | J2   | 熊本 - 愛媛     | うまスタ          | 熊本地震の影響               | 8月31日         |                   |
| 2016年5月7日   | J2   | 札幌 - 熊本     | 札幌ド            | 熊本地震の影響               | 8月25日         |                   |
| 2016年5月22日  | J2   | 熊本 - 水戸     | うまスタ          | 熊本地震の影響               | 同日            | 柏                |
| 2016年5月28日  | J2   | 熊本 - 町田     | うまスタ          | 熊本地震の影響               | 同日            | ノエスタ          |
| 2016年6月8日   | J2   | 熊本 - 金沢     | うまスタ          | 熊本地震の影響               | 同日            | ベアスタ          |
| 2016年6月19日  | J2   | 熊本 - 讃岐     | うまスタ          | 熊本地震の影響               | 同日            | ベアスタ          |
| 2017年9月17日  | J2   | 熊本 - 福岡     | えがおS           | 台風18号の影響               | 9月18日†        |                   |
| 2017年9月17日  | J2   | 愛媛 - 京都     | ニンスタ          | 台風18号の影響               | 11月8日         |                   |
| 2017年9月17日  | J3   | C大23 - 北九州  | 紀三井寺          | 台風18号の影響               | 10月11日        | ヤンマー          |
| 2018年3月21日  | J3   | 相模原 - 沼津   | ギオンス          | 雪の影響                     | （7月28日）     |                   |
| 2018年6月23日  | J3   | G大23 - 群馬    | 万博              | 大阪府北部地震の影響         | 8月18日         | 吹田S             |
| 2018年7月7日   | J2   | 京都 - 福岡     | 西京極            | 平成30年7月豪雨の影響        | 9月26日         |                   |
| 2018年7月7日   | J3   | 鳥取 - 群馬     | とりスタ          | 平成30年7月豪雨の影響        | 7月28日         |                   |
| 2018年7月7日   | J3   | 北九州 - 鹿児島 | ミクスタ          | 平成30年7月豪雨の影響        | 8月18日         |                   |
| 2018年7月16日  | J3   | G大23 - 鹿児島  | 万博              | 大阪府北部地震の影響         | 同日            | 吹田S             |
| 2018年7月28日  | J1   | 名古屋 - 札幌   | パロ瑞穂          | 台風12号の影響               | 10月28日        |                   |
| 2018年7月28日  | J1   | 横浜FM - 清水   | 日産ス            | 台風12号の影響               | 8月29日         |                   |
| 2018年7月28日  | J1   | 湘南 - 川崎     | BMWス             | 台風12号の影響               | 9月26日         |                   |
| 2018年7月28日  | J3   | 相模原 - 沼津   | ギオンス          | 台風12号の影響               | 9月12日         |                   |
| 2018年7月29日  | J2   | 岡山 - 徳島     | Cスタ             | 台風12号の影響               | 8月22日         |                   |
| 2018年7月29日  | J2   | 山口 - 町田     | みらスタ          | 台風12号の影響               | 10月17日        |                   |
| 2018年7月29日  | J2   | 福岡 - 横浜FC   | レベスタ          | 台風12号の影響               | 9月12日         |                   |
| 2018年7月29日  | J2   | 讃岐 - 山形     | ピカスタ          | 台風12号の影響               | 9月19日         |                   |
| 2018年8月26日  | J3   | G大23 - YS横浜  | 万博              | 大阪府北部地震の影響         | 同日            | 吹田S             |
| 2018年9月30日  | J1   | C大阪 - 名古屋  | ヤンマー          | 台風24号の影響               | 11月6日         | 金鳥スタ          |
| 2018年9月30日  | J1   | 磐田 - 湘南     | ヤマハ            | 台風24号の影響               | 10月30日        |                   |
| 2018年9月30日  | J2   | 徳島 - 甲府     | 鳴門大塚          | 台風24号の影響               | 10月16日        |                   |
| 2018年9月30日  | J2   | 讃岐 - 町田     | ピカスタ          | 台風24号の影響               | 10月31日        |                   |
| 2019年6月22日  | J3   | 岩手 - 福島     | いわスタ          | 雷雨の影響                   | 8月18日         |                   |
| 2019年7月20日  | J2   | 鹿児島 - 岐阜   | 白波スタ          | 雷雨の影響                   | 10月30日        |                   |
| 2019年9月21日  | J2   | 琉球 - 山形     | タピスタ          | 台風17号の影響               | 9月23日         |                   |
| 2019年10月12日 | J2   | 大宮 - 福岡     | NACK              | 台風19号（東日本台風）の影響 | （10月13日†）   |                   |
| 2019年10月12日 | J2   | 柏 - 水戸       | 三協F柏           | 台風19号（東日本台風）の影響 | 10月14日        |                   |
| 2019年10月12日 | J2   | 横浜FC - 金沢   | ニッパツ          | 台風19号（東日本台風）の影響 | 10月15日        |                   |
| 2019年10月12日 | J3   | 沼津 - F東23    | 愛鷹              | 台風19号（東日本台風）の影響 | 10月13日†       |                   |
| 2019年10月12日 | J3   | 藤枝 - 讃岐     | 藤枝              | 台風19号（東日本台風）の影響 | 10月13日†       |                   |
| 2019年10月12日 | J3   | C大23 - 福島    | ヤンマー          | 台風19号（東日本台風）の影響 | 10月13日†       |                   |
| 2019年10月13日 | J3   | 八戸 - 相模原   | ダイスタ          | 台風19号（東日本台風）の影響 | 10月14日†       |                   |
| 2019年10月13日 | J3   | 長野 - YS横浜   | 長野U             | 台風19号（東日本台風）の影響 | 10月31日        |                   |
| 2019年10月13日 | J2   | 山形 - 岐阜     | NDスタ            | 台風19号（東日本台風）の影響 | 10月14日†       |                   |
| 2019年10月13日 | J2   | 大宮 - 福岡     | NACK              | 台風19号（東日本台風）の影響 | 11月6日         |                   |

### 2020年代の例
| 試合開催中止日 | 大会 | 対戦カード      | 試合開催 予定会場 | 理由           | 代替試合 開催日 | 代替試合 開催会場 |
| -------------- | ---- | --------------- | ----------------- | -------------- | --------------- | ----------------- |
| 2020年8月29日  | J3   | 富山 - 八戸     | 富山              | 雷雨の影響     | 10月21日        |                   |
| 2020年8月30日  | J3   | 岐阜 - 秋田     | 長良川            | 雷雨の影響     | 10月14日        |                   |
| 2020年9月2日   | J3   | 鹿児島 - 岩手   | 白波スタ          | 台風9号の影響  | 9月3日†         |                   |
| 2020年9月6日   | J3   | 鹿児島 - 八戸   | 白波スタ          | 台風10号の影響 | 9月8日          |                   |
| 2020年9月6日   | J3   | 熊本 - 長野     | えがおS           | 台風10号の影響 | 9月9日          |                   |
| 2021年8月9日   | J2   | 金沢 - 長崎     | 石川西部          | 雷雨の影響     | 8月25日         |                   |
| 2021年8月14日  | J1   | 広島 - 神戸     | Eスタ             | 豪雨の影響     | 9月5日          |                   |
| 2021年8月14日  | J2   | 長崎 - 山形     | トラスタ          | 豪雨の影響     | 9月14日         |                   |
| 2021年8月14日  | J2   | 山口 - 金沢     | みらスタ          | 豪雨の影響     | 9月14日         |                   |
| 2021年8月14日  | J2   | 松本 - 京都     | サンアル          | 豪雨の影響     | 9月7日          |                   |
| 2021年9月17日  | J1   | 鳥栖 - 大分     | 駅スタ            | 台風14号の影響 | 9月18日†        |                   |
| 2022年8月13日  | J1   | 横浜FM - 湘南   | 日産ス            | 台風8号の影響  | 9月7日          |                   |
| 2022年8月13日  | J1   | FC東京 - C大阪  | 味スタ            | 台風8号の影響  | 10月12日        |                   |
| 2022年8月13日  | J1   | 川崎F - 京都    | 等々力            | 台風8号の影響  | 10月12日        |                   |
| 2022年8月13日  | J2   | 横浜FC - 群馬   | ニッパツ          | 台風8号の影響  | 8月16日         |                   |
| 2022年8月13日  | J2   | 水戸 - 東京V    | Ksスタ            | 台風8号の影響  | 9月21日         |                   |
| 2022年8月13日  | J3   | 相模原 - 福島   | ギオンス          | 台風8号の影響  | 8月30日         |                   |
| 2022年8月13日  | J3   | 沼津 - 藤枝     | 愛鷹              | 台風8号の影響  | 9月21日         |                   |
| 2022年9月18日  | J3   | 鹿児島 - 北九州 | 白波スタ          | 台風14号の影響 | 9月19日†        |                   |
| 2022年9月18日  | J3   | 宮崎 - 愛媛     | ユニスタ          | 台風14号の影響 | 10月27日        |                   |
| 2022年9月19日  | J2   | 熊本 - 岩手     | えがおS           | 台風14号の影響 | 9月20日†        |                   |
| 2022年10月1日  | J1   | 清水 - 磐田     | アイスタ          | 台風15号の影響 | 10月22日        |                   |
| 2023年6月3日   | J1   | 神戸 - 川崎F    | ノエスタ          | 台風2号の影響  | 7月22日         |                   |
| 2023年7月16日  | J2   | 秋田 - 町田     | ソユスタ          | 大雨の影響     | 10月14日        |                   |
| 2023年8月5日   | J3   | 八戸 - 琉球     | プラスタ          | 台風6号の影響  | 8月23日         |                   |
| 2023年8月26日  | J2   | 藤枝 - 群馬     | 藤枝サ            | 雷雨の影響     | 10月14日        |                   |
| 2024年8月7日   | J1   | 浦和 - 柏       | 埼スタ            | 雷雨の影響     | 10月23日        |                   |
| 2024年8月25日  | J3   | 讃岐 - 福島     | ピカスタ          | 雷雨の影響     | 10月2日         |                   |
| 2024年8月31日  | J1   | 京都 - 鹿島     | サンガS           | 台風10号の影響 | 11月17日        |                   |
| 2024年8月31日  | J1   | 磐田 - 横浜FM   | ヤマハ            | 台風10号の影響 | 11月16日        |                   |
| 2024年8月31日  | J1   | 名古屋 - 新潟   | 豊田ス            | 台風10号の影響 | 9月18日         |                   |
| 2024年8月31日  | J1   | C大阪 - G大阪   | ヨドコウ          | 台風10号の影響 | 10月2日         |                   |
| 2024年8月31日  | J2   | 徳島 - 清水     | 鳴門大塚          | 台風10号の影響 | 9月18日         |                   |

### 期間中の公式戦を全面中止（延期）した例
| 試合中止期間            | 大会                                               | 理由                       | 備考                                                                        |
| ----------------------- | -------------------------------------------------- | -------------------------- | --------------------------------------------------------------------------- |
| 2011年3月12日 - 4月20日 | J1 第2節-第6節 J2 第2節-第7節 ナビスコ杯予選リーグ | 東日本大震災の影響         | リーグ戦は日程の全面的再編を実施 ナビスコカップはレギュレーションを全面変更 |
| 2020年2月28日 - 7月1日  | J1 第2節-第20節                                    | 新型コロナウイルス感染拡大 | 日程の全面的再編を実施                                                      |
| 2020年2月23日 - 6月21日 | J2 第2節-第21節                                    | 新型コロナウイルス感染拡大 | 日程の全面的再編を実施                                                      |
| 2020年3月7日 - 6月21日  | J3 第1節-第14節                                    | 新型コロナウイルス感染拡大 | FC東京U-23の参加辞退 を含め日程の全面的再編を実施                           |
| 2020年2月26日 - 6月17日 | ルヴァン杯 GS第2節-第6節・PO                       | 新型コロナウイルス感染拡大 | レギュレーションを大幅変更                                                  |

試合中止についての注記
1. ↑  ホームクラブの本拠地である西京極は、芝生の張替え工事が当時行われており使用できなかった。
2. ↑  3月30日の有珠山噴火により試合開催と復旧作業を同時に行うと混乱を招くことから中止。ナビスコ杯は日程の都合上会場を変更して開催
3. ↑  砂嵐が舞い、試合開催に支障をきたすため中止。
4. ↑  試合運営上の安全確保のため、日程を変更の上で別会場での開催となった（被災地支援の一環として、国立競技場の使用料が減免された）。なお、同年11月13日に新潟で開催予定だった第84回天皇杯4回戦・新潟 - 湘南戦は会場を変更して開催（ホームとアウェーを入れ替えて平塚で開催）した。
5. ↑  スタジアム内に大量に雪が残っている[13] だけでなく、スタジアムのある山梨県小瀬スポーツ公園が災害派遣の自衛隊の拠点になっていることも除雪を困難にさせている理由に挙げられている[14]。
6. ↑  雷雨による照明装置不具合のため[16]。
7. ↑  台風の接近が予想された影響で、10月9日の段階で延期を決定した[21]。
8. ↑  代替開催を新潟ではなくカシマとしたことについて、Jリーグでは「翌日以降の降雪予報も続いているため（新潟での）近日中の開催は厳しい」「柏も含めた関東近郊のスタジアムとも調整を進めたが、既に他の予定が入っている（などの理由で近日中の使用が出来ない）」「（ホームスタジアムとしており、指定管理者でもある）鹿島アントラーズおよび県立カシマサッカースタジアムの全面協力を得られたため、新潟、柏両クラブの意思確認の上、Jリーグも県立カシマサッカースタジアムでの開催を承認した」と選定の経緯を説明している[24]。
9. 1 2  4月28日時点でうまかな・よかなスタジアムの安全確認が完了していないため、試合運営の準備期間を確保することが困難と判断された[48]。アスリートクラブ熊本（ロアッソ熊本運営会社）社長の池谷友良が「関東や関西など全国に熊本の状況を発信したい、復興のシンボルとなるゲームをしたい」との意向を持っていたところ、池谷の古巣でもある柏レイソルが支援に名乗りを上げ[49]、同クラブが所有する日立柏サッカー場で「熊本地震復興支援マッチ」として開催されることが5月2日に発表された[50]。
10. 1 2  5月11日時点でうまかな・よかなスタジアムの安全確認が完了していないため、試合運営の準備期間を確保することが困難と判断された[51]。5月16日にヴィッセル神戸のホームスタジアムであるノエビアスタジアム神戸での開催が発表された[52]。
11. 1 2  5月24日時点でうまかな・よかなスタジアムの安全確認が完了していないため、試合運営の準備期間を確保することが困難と判断され、サガン鳥栖のホームスタジアムであるベストアメニティスタジアムへの会場変更が発表された[53]。
12. 1 2  当初2018年3月21日に開催予定であったものが雪のために延期となり、2018年7月28日に同会場（ギオンス）での代替開催を決定した[59] が、その試合も台風12号の影響で再度延期された[60]。延期された試合が再度延期されるという珍しい事態となった[61]。
13. 1 2 3 4  万博記念競技場の屋根の一部が損壊し、その修復工事が終了していないことを踏まえて会場変更が発表された[70]。
14. ↑  本来、9月26日は第98回天皇杯4回戦（8月22日）の予備日に充てられており、この予備日が使用される場合（天皇杯でも湘南と川崎が対戦するが、会場は等々力陸上競技場）は、天皇杯の代替開催を優先し、この試合の代替開催日を10月3日とするものとした[77]。
15. 1 2 3  台風の接近が予想された影響で、10月10日の段階で延期を決定した[100]。
16. 1 2  当初、試合予定日の翌日（10月13日）の代替開催を発表していた[101] が、台風の影響が大きいことから10月13日（代替開催予定日）に開催中止・再延期が発表された[102]。
17. 1 2 3  台風の接近が予想された影響で、10月10日の段階で延期を決定した[104]。
18. ↑  台風の接近が予想された影響で、10月11日の段階で延期を決定した[106]。
19. ↑  台風の接近が予想された影響で、9月1日の段階で延期を決定した[115]。
20. ↑  台風の接近が予想された影響で、9月4日の段階で延期を決定した[116]。
21. ↑  台風の接近が予想された影響で、9月4日の段階で延期を決定した[117]。
22. ↑  スタジアム周辺の土砂崩れや断水の影響を考慮し、中止を決定[148]。
23. ↑  台風の影響で試合前日から当日にかけて公共交通機関（東海道新幹線など）が運転を見合わせたことにより、川崎Fが神戸まで遠征することが不可能となったため[150]。
24. ↑  台風に伴う沖縄県内での災害発生状況や、琉球のチーム移動の安全確保が困難なため[154]。
25. ↑  3月11日（J1/J2 第2節）[172]、3月14日（3月中の全試合）[173]、3月22日（4月20日までの全試合）[174] の3回に分けて中止決定。
26. ↑  2月25日（3月15日までの全94試合[176]）、3月12日（3月末までの69試合[177]）、3月25日（4月末にかけての151試合[178]）の3回に分けて中止決定、その後4月15日に4月末以降の再開日程が白紙に戻され[179]、5月29日に再開日を「J1：7月4日、J2/J3：6月27日」に決定[180]。

スポーツ振興くじ不成立についての注記
1. ↑  スポーツ振興くじ第291回は、「mini toto-A組」において対象試合が3試合中止、「totoGOAL3」において対象試合が2試合中止となったため、これらは不成立・返還となった[5]。スポーツ振興くじの不成立は初めて[要出典]。
2. 1 2  スポーツ振興くじ第838回は、「BIG1000」において対象試合が4試合中止となったため不成立・返還となった[27]。
3. 1 2  スポーツ振興くじ第1031回は「mini toto（A組・B組ともに）」「toto GOAL3」のみが成立し、他は不成立・返還となった[71]。
4. ↑  スポーツ振興くじ第1155回・1156回・1157回は全ての種類が不成立・返還となった[175]。

## 試合開始後の中止の例

### 再試合の例（試合記録取消の例）
打ち切りとなる時間までの試合記録を取り消し、後日、再試合として行われた試合。試合終了後に再試合となったケースも含む。
| 中断試合開催日 | 大会          | 打ち切り時 （会場）          | 打ち切り時間      | 理由                 | 再試合 開催日・会場 | 再試合 スコア   |
| -------------- | ------------- | ---------------------------- | ----------------- | -------------------- | ------------------- | --------------- |
| 1997年5月17日  | J・1st 第9節  | 浦和 0-1 横浜F （駒場）      | 41分              | 落雷を伴った集中豪雨 | 7月2日 同会場       | 浦和 1-3 横浜F  |
| 1999年8月18日  | J1・2nd 第3節 | 広島 0-0 福岡 （広島ス）     | 前半終了時        | 集中豪雨             | 10月2日 同会場      | 広島 2-0 福岡   |
| 2004年9月26日  | J1・2nd 第7節 | 大分 0-0 名古屋 （熊本）     | 前半終了時        | 雷雨の影響           | 11月10日 大分ス     | 大分 0-4 名古屋 |
| 2007年8月6日   | J2 第32節     | 鳥栖 0-1 湘南 （鳥栖）       | 前半終了時        | 雷の影響             | 9月5日 同会場       | 鳥栖 2-1 湘南   |
| 2009年8月9日   | J2 第33節     | 栃木 0-0 横浜FC （栃木グ）   | 58分 （後半13分） | 雷雨の影響           | 9月10日 同会場      | 栃木 1-0 横浜FC |
| 2010年7月25日  | J2 第19節     | 水戸 0-0 大分 （Ksスタ）     | 36分              | 雷雨の影響           | 9月1日 同会場       | 水戸 2-1 大分   |
| 2013年8月25日  | J2 第31節     | 熊本 1-1 北九州 （うまスタ） | 65分 （後半20分） | 雷                   | 9月5日 同会場       | 熊本 1-2 北九州 |

### 再開試合の例（試合記録継続の例）
打ち切りとなる時間までの試合記録を取り消さず、後日、中断時点から再開した試合。Jリーグでは10例（試合途中からのやり直しとした1例を含める）ある。
いずれの試合においても「出場・エントリーメンバーの制限は設けない」「出場・エントリー選手を変更する場合は、交代枠を使用したとみなさない」として取り扱われているため、通常の試合より多くのベンチ入り選手が登録されていたり、多くの交代が行われているケースがある。
| 鹿島アントラーズ      | 1 - 3 | 川崎フロンターレ                        |
| --------------------- | ----- | --------------------------------------- |
| - マルキーニョス 30分 |       | - 鄭大世 19分, 32分 - ジュニーニョ 66分 |

| 鹿島アントラーズ | 2 - 3    | 川崎フロンターレ |
| ---------------- | -------- | ---------------- |
| - 岩政大樹 74分  | 公式記録 |                  |

74分（後半29分）1秒時点で、集中豪雨に伴うピッチコンディション不良のため、約30分の中断を経て打ち切り。当時の規約では「試合無効、90分の再試合」となるところだが、これに異議を唱えた川崎側からの申し入れにより、9月15日に行われた理事会にこの試合の取り扱いが諮られ（規約とは矛盾するが、試合実施要項は理事会で協議することになっていた）、「74分終わっている」「点差がついている」ことを理由に理事会にて中断時点からの再開が決定、10月7日に再開試合が行われた。理事会で鹿島側は当初、過密日程を理由に「（1-3で）試合成立でもいい」との意向を示し、川崎も一時はこれに同調していたという。
再開試合の鹿島・岩政のゴールは再開後最初のプレー（鹿島の相手陣内からのフリーキック）からの得点だった。
| 栃木SC                  | 1 - 0 | アビスパ福岡 |
| ----------------------- | ----- | ------------ |
| - チャ・ヨンファン 48分 |       |              |

| 栃木SC          | 2 - 0    | アビスパ福岡 |
| --------------- | -------- | ------------ |
| - 廣瀬浩二 73分 | 公式記録 |              |

雷雨のため、当初予定（13:03）より27分遅れでキックオフ。後半6分（51分）に25分の中断、試合再開後、後半24分（69分）38秒に2度目の中断で打ち切り。11日後に再開試合を行った。
この試合で、先発出場だった栃木GK武田博行が再開試合に出場できず、中止試合で控えだった柴崎邦博が出場。この交代は「選手変更」として交代枠に含めなかったため、栃木はこの試合で柴崎を含めて4人の交代選手を出場させている（本来は交代枠は3人まで）。さらに栃木は鈴木修人をベンチメンバーに追加登録（再開試合にはチームに帯同せず）、福岡も石津大介に代わって坂田大輔を再開試合のベンチメンバーに登録（出場せず）した。また、この試合では主審も中止試合と再開試合で交代している。
| ファジアーノ岡山 | 0 - 1 | 東京ヴェルディ  |
| ---------------- | ----- | --------------- |
|                  |       | - 藤本寛也 20分 |

| ファジアーノ岡山 | 0 - 1    | 東京ヴェルディ |
| ---------------- | -------- | -------------- |
|                  | 公式記録 |                |

試合開始後から降り始めた雨が強まり、空に稲光が見え始めた 62分（後半17分）の時点で主審の福島孝一郎が試合を中断。選手を引き揚げさせて約1時間ほど回復を待ったが、最終的に中止が決定した。その日のうちに、後日中断時点からの再開試合を行うことを決定し、日程調整の結果、第20節と第21節の間のミッドウィークに再開試合を行った。
岡山はベンチメンバーのうち、U-19サッカー日本代表のロシア遠征に参加したDF阿部海大に替わりDF後藤圭太を差し替え、東京Vは試合に出場していたDF若狭大志が療養中につき出場できなかったことからベンチメンバーだったDF畠中槙之輔と交代（交代枠には含めず。これに伴いベンチメンバーにMF内田達也を追加登録）、またベンチメンバーだったFWカルロス・マルティネスが退団したことに伴い、FWアラン・ピニェイロと差し替えた。また、副審も変更されている。なお、得点を挙げた東京VのFW藤本寛也（中断前の60分にDF田村直也と交代）も岡山DF阿部同様U-19日本代表の遠征に参加していた。
| 福島ユナイテッドFC | 0 - 2 | FC岐阜                         |
| ------------------ | ----- | ------------------------------ |
|                    |       | - 橋本和 8分 - 大西遼太郎 28分 |

| 福島ユナイテッドFC | 0 - 2    | FC岐阜 |
| ------------------ | -------- | ------ |
|                    | 公式記録 |        |

後半開始直前に雷が鳴り始めたことから、主審の酒井達矢がピッチ上に出てきた両チームの選手を一旦引き上げさせ、キックオフを遅らせ天候回復を待ったが、会場の郡山西部サッカー場は照明設備がなく、天候回復後に試合再開させても試合時間が遅くなり続行困難と判断され、試合中止となった。同サッカー場は避雷針や埋め込み式ゴールがないなどJリーグの施設基準を満たしていなかったが、特例で開催が認められており、同会場では初のJリーグ公式戦であった。日程調整の結果、後半開始からの再開試合を福島の本来のホームであるとうほう・みんなのスタジアムで開催することを発表した。同会場にも照明設備がないことから、平日の日中開催となる。
再開試合では副審1名と第4審の交代はあったものの、それ以外は本来の規定範囲内での選手交代で行われた。
| 大宮アルディージャ | 0 - 1 | 京都サンガF.C. |
| ------------------ | ----- | -------------- |
|                    |       | 武富孝介 18分  |

| 大宮アルディージャ        | 1 - 2    | 京都サンガF.C.             |
| ------------------------- | -------- | -------------------------- |
| ネルミン・ハスキッチ 44分 | 公式記録 | ピーター・ウタカ 85分 (PK) |

前半18分に京都MF武富孝介が先制ゴールを決めた直後、雷鳴を聞いた主審の高山啓義がキックオフ前に選手全員を引き上げさせ天候の回復を待ったが、天候が回復しないことから試合中止を決定した。その後の調整の結果、11日後に再開試合が開催されることが決定した。再開試合では、大宮でベンチ入りしていた大山啓輔が小島幹敏になった以外は両チームの選手はそのまま出場したが、役員は主審と第4審以外の審判員及びマッチコミッショナーが交代となった。
中断時点から試合を再開した7例のうち、唯一この試合のみ、再開試合の観客数が当初試合の観客数を上回っている。
| モンテディオ山形 | 0 - 0 | ファジアーノ岡山 |
| ---------------- | ----- | ---------------- |
|                  |       | 木村太哉 90+2分  |

| モンテディオ山形 | 0 - 2    | ファジアーノ岡山                                |
| ---------------- | -------- | ----------------------------------------------- |
|                  | 公式記録 | - ヨルディ・バイス 12分 - ハン・イグォン 90+2分 |

この試合の前半10分、山形DF半田陸のバックパスが山形GK後藤雅明の脇をかすめて自陣ゴールに向かったため、後藤がペナルティエリア内で手で掻き出したところ、主審の清水修平は後藤の反則を取り岡山に間接フリーキックを与え、加えて後藤に対して（ハンドにより相手チームの得点機会を阻止したと判断して）レッドカードを提示して退場処分とした。そのまま試合は一旦成立したものの、この時の取り扱いがサッカー競技規則に明記された「（GKがペナルティエリア内でバックパスを手で扱っても）懲戒の罰則は与えられない」とする処分と異なる ことから、試合翌日の4月4日付けで「勝敗の決定に影響を及ぼす、担当審判員による明らかな競技規則の適用ミスがあった」ことを確認したとして、JFAを通じて国際サッカー評議会 (IFAB) にも確認し、この試合の取り扱いについて協議。翌4月5日に臨時の実行委員会及び理事会を開催し、この試合の再試合を行うことを決定した。再試合の方法については慎重に検討が進められた結果、「競技規則の適用ミスが生じた時点」、すなわち後藤の反則に対する間接フリーキックの時点（計時上は11分0秒）からの再開試合とすることとし、後藤の反則以降の記録は（4月3日の試合で岡山・木村太哉が挙げたゴールも含め）無効とされた。
再開試合は新型コロナウイルス感染症と過密日程の影響で両チームの選手が7人ずつ変更され、当初試合にて誤審による退場処分を受けた後藤はメンバー外となり、決勝ゴールが幻となった木村は再開試合でも途中出場したが得点を挙げられず、最終的に0ゴールのままシーズンを終えた。競技規則の適用ミスを犯した審判団も総入れ替えで行われ、プロフェッショナルレフェリー・国際審判員の佐藤隆治主審以下、J1リーグ戦の割り当て機会の多い審判員が再開試合を担当した。また、同感染症の拡大防止の観点から、当初試合では声を出しての応援が可能な席種はなかったが、再開試合は声出し応援運営検証対象試合に指定され、一部座席での声出し応援が可能な試合として開催された。
再開試合の岡山・J.バイスのゴールは再開後最初のプレー（岡山の間接フリーキックが2度やり直しとなった後）の流れからの得点だった。
| FC岐阜 | 0 - 1 | 藤枝MYFC      |
| ------ | ----- | ------------- |
|        |       | 横山暁之 11分 |

| FC岐阜 | 0 - 3    | 藤枝MYFC                          |
| ------ | -------- | --------------------------------- |
|        | 公式記録 | - 渡邉りょう 65分 - 榎本啓吾 74分 |

前半22分（21分13秒）に雷雨の影響で試合を中断、天候回復を待ったがそのまま試合中止となり、点差がついていたことを踏まえ後日中断時点からの再開試合となることが決定した。その後の調整の結果、約3週間後の2022年9月14日に再開されることが決まった。
再開試合は副審1名と第4審が交代、岐阜で1名・藤枝で3名の選手変更が行われ、控え選手が3名ずつ補充されて行われた。
| ザスパクサツ群馬 | 0 - 0 | ツエーゲン金沢 |
| ---------------- | ----- | -------------- |
|                  |       |                |

| ザスパクサツ群馬          | 1 - 1    | ツエーゲン金沢 |
| ------------------------- | -------- | -------------- |
| 川上エドオジョン智慧 53分 | 公式記録 | 奥田晃也 33分  |

前半30分45秒まで進んだところでスタジアム上空に雷鳴がとどろき試合を中断、30分ほど天候回復を待ったがそのまま試合中止となった。前半が終了しておらず点差も付いていない状態だったが、9月5日に前半31分からの再開試合として開催されることが決定した（#中断・中止となった試合の取扱の例参照）。
再開試合では両チームとも控え選手が怪我のため1名ずつ変更となった以外は中断時点のメンバーで戦った一方、審判団は第4審の佐藤裕一以外は総入れ替えとなった。
| AC長野パルセイロ | 0 - 0 | 大宮アルディージャ |
| ---------------- | ----- | ------------------ |
|                  |       |                    |

| AC長野パルセイロ | 0 - 0    | 大宮アルディージャ |
| ---------------- | -------- | ------------------ |
|                  | レポート |                    |

試合が進むにつれて雨足が強まり、スコアレスのまま78分40秒まで進んで長野のゴールキックになったところで主審の宇田賢史がメンバーをピッチ外に引き上げさせ、40分ほど天候回復を待ったが、そのまま試合中止が決まった。その後、9月11日に79分（後半34分）からの再開試合を行うことを決定した。
再開試合では中断時点でスタメン出場中の大宮の下口稚葉が直前で負傷したため、ベンチ入りしていた濱田水輝へ変更。ベンチには阿部来誠が補充で入った。長野は中断時点と同じメンバー、審判団も副審1名以外は中断時点と同じメンバーで再開された。
なお、再開試合の試合時間（11分＋アディショナルタイム）はこれまでのJリーグの再開試合としては史上最短となった。この状況を踏まえ、この試合を主管する長野は、再開試合を（中断試合のチケット所持の如何を問わず）入場無料として開催した。
| 浦和レッズ    | 1 - 0 | 川崎フロンターレ |
| ------------- | ----- | ---------------- |
| 渡邊凌磨 23分 |       |                  |

| 浦和レッズ | 1 - 1    | 川崎フロンターレ |
| ---------- | -------- | ---------------- |
|            | レポート | 小林悠 55分      |

前半途中から雨の降り出したこの試合、試合が進むごとに雨が激しくなり、ハーフタイム中に更に激しさを増したことから後半開始を15分後の20時20分に遅らせて様子を見たが、雷雨の影響により後半キックオフ前に試合中止が決定した。その後再開試合の日程調整が進められたが、川崎がAFCチャンピオンズリーグエリート2024/25に出場することもあって日程調整に難航し、約3か月後、第37節直前の11月22日に後半キックオフからの再開試合が行われることが決定した。8月24日の試合後、浦和は監督のペア＝マティアス・ヘグモを解任し、後任にマチェイ・スコルジャが就任することから、Jリーグの中断試合では初めて「前後半で監督交代」という事態が発生することになった。
再開試合では浦和が大久保智明を松尾佑介に、川崎は脇坂泰斗を小林悠へ、それぞれ先発メンバーを差し替えたため、記録上のベンチメンバーは両軍とも8人ずつとなった。また、第1副審も三原純から聳城巧に交代している。試合は川崎が先発との差し替えで入った小林のゴールで追いつき、引き分けに終わった。

### 中断時点で試合を打ち切った例
現在のところなし。
なお、非公式戦での途中打ち切り試合は過去に存在する。
| 2006年2月26日 13:32 |

| ジュビロ磐田 | 0 - 1    | 名古屋グランパスエイト |
|              | 公式記録 | 杉本恵太 11分          |

| 藤枝市総合運動公園サッカー場 観客数: 2,120人 主審: 松尾一 |

天候が回復しないため、マッチコミッショナーと両チーム監督・関係者の協議の結果、試合続行不可能と判断され、前半終了時で試合中止。磐田はこの試合の後予定されていたサテライトチームのアルビレックス新潟との練習試合も中止となった。当時名古屋監督のセフ・フェルホーセンは「中止は残念だが、このまま試合を続けてもあまり意味が無かった」「サポーターにとっても良いゲームでは無かった」と語っている。

## 下位リーグ・天皇杯の例

### JFLの例
Jリーグの下位リーグに当たるジャパンフットボールリーグ（旧JFL）・日本フットボールリーグ（JFL）でも以下のような事例がある。
- 旧JFLでは、1994年の3試合、1995年の2試合、1996年の3試合が台風接近のため中止・延期になった。
  - 1994年はセレッソ大阪とPJMフューチャーズ（後の鳥栖フューチャーズ）のJリーグ準会員チームの試合が中止となり、C大阪の順延になった試合がJリーグ昇格が決定する試合にもなった。
  - 1995年は福岡ブルックス（現・アビスパ福岡）と京都パープルサンガ（現・京都サンガF.C.）の、やはりJリーグ準会員チームが絡む試合が中止となり、中止となったNTT関東（現・大宮アルディージャ）対福岡戦は延期後の試合で福岡が敗れたことにより、昇格争いに影響をもたらしている。
- 2011年のJFLでは、Jリーグと同様東日本大震災に伴い、第1節（3月13日）から第6節（4月下旬）までの試合が全試合中止された。中止となった試合は後期日程の間に組み込まれた。また被災地に本拠地を置き、クラブ施設等に甚大な被害を受けたソニー仙台FCは前期17試合を欠場（延期となった6節分のカードについては公式順位に反映されない「震災復興支援試合」として開催）し、レギュレーションも大幅に変更となった。詳細は第13回日本フットボールリーグを参照。
- 2012年のJFLでは、5月6日の栃木ウーヴァFC対AC長野パルセイロ（栃木市総合運動公園陸上競技場）が雷雨の為に前半終了時点で打ち切りとなった（スコア：0-0）。6月20日に90分の再試合が行なわれ、4-1で長野が勝利している。また7月1日のV・ファーレン長崎対カマタマーレ讃岐（長崎市総合運動公園かきどまり陸上競技場）は濃霧のために試合開始前の中止・延期が決定した[226]。
- 2013年のJFLでは、4月21日の福島ユナイテッドFC対ホンダロックSC（郡山市営西部サッカー場）が積雪のため中止された。5月22日に福島市信夫ヶ丘競技場で代替試合が行われ[227]、0-1でホンダロックが勝利している。
- 2014年のJFLでは、3月21日の1stステージ第2節・ヴァンラーレ八戸対ソニー仙台FC（八戸市東運動公園陸上競技場）が積雪のため中止された[228]。4月17日に同会場で代替試合が行われ、0-3でソニー仙台が勝利している。

東日本大震災の影響としては、他にもAFCチャンピオンズリーグ2011のグループステージの試合のうち、日本での開催分の一部が延期された。

### 天皇杯の例
日本サッカー協会 (JFA) とJリーグが主催する天皇杯全日本サッカー選手権大会では、試合開始前の中止事例が複数回あるほか、2021年7月14日に行われた第101回大会の3回戦・名古屋グランパス対ファジアーノ岡山（名古屋市港サッカー場）の試合が雷雨のため前半終了時点で中止となり（中止時点でのスコアは0-0）、同年8月2日に同会場で再試合（試合記録取消・前半からやり直し）が行われることになった。
また、2018年6月6日に行われた第98回大会2回戦・名古屋グランパス対奈良クラブ（パロマ瑞穂スタジアム）は主審の競技規則上の取り扱い誤りが次ラウンド進出チームの決定に直接影響を及ぼしたとして、6月28日に同会場でPK戦のやり直しが行われた（当該試合については天皇杯 JFA 第98回全日本サッカー選手権大会#マッチナンバー44の扱いを参照）。
試合開始後に中止し打ち切りとなった時間までの試合記録を取り消さず、後日中断時点から再開した試合として以下の例がある。
| 横浜F・マリノス   | 1 - 1 | MIOびわこ滋賀 |
| ----------------- | ----- | ------------- |
| アデミウソン 53分 |       | 村上聖弥 2分  |

| 横浜F・マリノス                  | 3 - 1 (延長)   | MIOびわこ滋賀 |
| -------------------------------- | -------------- | ------------- |
| アデミウソン 95分 · 伊藤翔 104分 | 公式記録 (PDF) |               |

豪雨によるピッチコンディション悪化のため73分16秒（後半28分16秒）1-1の場面で試合中断、そのまま中止。2015年10月11日から会場を変更した上で再開試合として開催した。再開試合では終了までに得点が入らず、そのまま延長戦に突入した。なお、この試合では、出場していた小林祐三・齋藤学（共に横浜FM）がけがのため再開試合開始時に交代（レギュレーションにより交代枠に含めず）、ベンチ入りしていた望月聖矢（滋賀）がけがのためベンチ入りせず柳澤隼に交代している（このため、横浜FMは都合5名の選手交代を行い、滋賀は8人のベンチ入りとなっている）。
| ヴァンラーレ八戸 | 0 - 1 | 名古屋グランパス |
| ---------------- | ----- | ---------------- |
|                  |       | 永井龍 53分      |

| ヴァンラーレ八戸 | 1 - 2          | 名古屋グランパス |
| ---------------- | -------------- | ---------------- |
| 村上聖弥 70分    | 公式記録 (PDF) | ワシントン 85分  |

雷雨の為、65分に試合を中断した後にそのまま試合中止。JFAと主管協会である愛知県サッカー協会が協議した結果、65分からの同会場での再開試合となった。名古屋は再開試合までの間に試合出場メンバーを含む登録メンバーのうち3人 が負傷、4人 が移籍により退団しており、さらに中断までの間に選手交代枠を1つ使っていた為、残りのベンチ入りメンバーだけでは再開時に11人のメンバーを組むことが出来ないことから、天皇杯実施委員会の承認と八戸の了承を経て4人をベンチ入りメンバーに追加登録し、先発メンバー5人を差し替えた。このため名古屋は記録上11人がベンチ入りし、その後の交代出場も含めて7人が出場した（交代枠を1つ余らせたため、実際には8人が出場可能だった）ことになっている。また八戸も中断試合に出場していた佐々木航がけがのためメンバー交代となり、ベンチ入りしていた須藤貴郁もけがのため金井隆太に差替となり、記録上8人がベンチ入りし4人が出場したほか、第4の審判員も変更となった。なお、決勝点を挙げたワシントンは再開試合で特例で出場できた（中断試合ではベンチにも入っていなかった）選手である。また、公式記録上の観客数（3,913人）は、中断前と再開後の観客数の合算となっている。
| カターレ富山          | 2 - 3 (延長) | アルビレックス新潟                    |
| --------------------- | ------------ | ------------------------------------- |
| - 松岡大智 58分, 78分 |              | - 長谷川巧 20分 - 太田修介 82分, 95分 |

| カターレ富山       | 3 - 4    | アルビレックス新潟 |
| ------------------ | -------- | ------------------ |
| - 柳下大樹 120+1分 | 公式記録 | - 田上大地 114分   |

後半開始時を遅らせ､後半でも試合中断がありながらも2-2となって延長戦に突入したが、雷雨のため延長前半終了時点で試合中断となった。主催者である日本サッカー協会と主管の公益社団法人富山県サッカー協会が協議し、試合経過等を総合的に判断した結果、延長前半終了時点まで競技が成立していることから、この試合を継続試合とし、翌週の7月19日に延長後半の15分のみの再開試合を実施した。再開試合前に双方が6人目の選手交代を実施した以外はメンバーの変更はなく、審判団も同じメンバーで行われた。また、公式記録上の観客数（6,093人）は、中断前と再開後の観客数の合算となっている。

### 注記
1. ↑  いずれも中断試合に出場していた和泉竜司・永井龍・内田健太の3名。
2. ↑  中断試合に出場していた古林将太・矢田旭と、ベンチ入りしていた磯村亮太・高橋諒の計4名。
3. ↑  中断試合にベンチ入りしていた佐藤寿人・田鍋陵太・宮原和也を先発メンバーに差し替えた上で、中断試合にベンチ入りしていなかった田口泰士・ワシントンを先発メンバーと差し替え、青木亮太・シモビッチをベンチ入りメンバーと差し替え[234]。